# Гренье, Жак
Жак Гренье́ (фр. Jacques Grenier; 20 января 1823 — 5 марта 1909, Монреаль) — канадский политик и бизнесмен, мэр Монреаля (1889—1891).
Занимал должность городского советника (1857—1860, 1861—1865, 1872—1873 и 1874—1889). В 1889 году уволился и в том же году стал мэром. Был переизбран в 1890 году, но в следующем году проиграл на выборах.